# László Hadady
László Hadady (Békésszentandrás, 1956) è un oboista ungherese.
Attualmente, lavora come insegnante e solista al Conservatorio di Parigi.

## Biografia
Hadady compie i suoi studi musicali all'Accademia Franz Liszt di Budapest. Nel 1979 gli viene consegnata la laurea, dopo un lungo periodo di studio ed una solida formazione musicale (solfeggio, armonia, analisi musicale, oboe, pianoforte, musica da camera pedagogia ed estetica).
Lavora come solista all'Orchestra sinfonica dello Stato ungherese dal 1976 al 1980, anno in cui entra nell'Ensemble Intercontemporain di Parigi sotto la direzione di Pierre Boulez, dove occupa tuttora il carico di solista.
Nominato professore al Conservatorio di Parigi nel 1995, Hadady comincia a dare lezioni avanzate (master class) nel mondo intero (Tokyo, Buenos Aires, Melbourne e Damasco). Nello stesso anno diventa membro della giuria del Terzo concorso internazionale per oboe (solista) a New York e viene pure invitato dall'Orchestra di Chicago per due concerti solisti.

Continuando questa sua carriera internazionale, sempre come solista, si esibisce in 44 paesi, essendo ospite in diverse orchestre: in Francia, in Ungheria, Germania, Argentina e in Inghilterra con la Philarminia Orchestra di Londra
Egli è anche membro del Quintetto "Nielsen" e si è esibito insieme a musicisti internazionalmente importanti come Shlomo Mintz, Zoltán Kocsis, Christian Zacharias e molti altri.
Hadady suona esclusivamente con oboi Lorée: il suo oboe attuale è infatti un "Lorée Royal".

## Discografia
- Integrale dei cinque concerti per oboe e oboe d'amore di Bach
- Cinque Sonate di Bach
- Chemin IV e Sequenza VII di Berio (Naxos)
- Recorder Concertos / Kecskeméti di Vivaldi